# Dipus deasyi
Dipus deasyi — вид із роду стрибак, який може бути відділений від решти ліній роду за результатами філогенетичних досліджень.
Проживають в Китаї — Сіньцзян-Уйгурський автономний район, південь Таримського басейну.